# Incidente de Tian Mingjian
El incidente de Tian Mingjian (también conocido como el tiroteo masivo de la puerta de Jian'guo) fue un acto de asesinato en masa ocurrido en Pekín, China el 20 de septiembre de 1994 por Tian Mingjian (en chino: 田明建), primer teniente del Ejército Popular de Liberación, cuando mató a su oficial y a varios otros soldados en su base militar del condado de Tongxian, luego se dirigió hacia Jianguomen (Pekín) donde continuó la oleada de disparos indiscriminados contra 17 civiles, entre ellos un diplomático iraní y su hijo, junto con once soldados y policías antes de que fuera finalmente abatido a tiros por un francotirador de la policía.

## Antecedentes
Tian Mingjian (nacido en 1964) era un primer teniente acuartelado en una base militar en Tongxian, un suburbio de Pekín. Había servido en el ejército más de diez años, lo que lo hizo muy competente en el ámbito militar y como francotirador. En una ocasión fue promovido a oficial del estado mayor del Régimen de asuntos militares, sin embargo, fue degradado debido a su mal temperamento. 
En el momento del tiroteo servía en el 12º Regimiento de la 3ª División de la Guardia de la Guarnición de Pekín del EPL (en chino: 中国人民解放军北京卫戍区).
Tian estaba casado, pero debido a su degradación, no se permitió que su esposa viviera con él en la base. Envió regalos al comisario político del regimiento, quien prometió ayudarlo en este asunto. Sin embargo, dos días antes del tiroteo, el comisario devolvió los regalos y sugirió que castigaría a Tian.
Se informó que Mingjian tuvo una pelea con sus superiores porque habían obligado a su esposa a abortar cuando estaba embarazada de su segundo hijo, de acuerdo con la Política de hijo único vigente entonces en China. Tian ya tenía una hija, pero debido a los fuertes valores tradicionales en la zona rural de la provincia de Henan de donde procedía, enfatizaba el engendrar a un hijo varón. Tian planeó en secreto tener un hijo hasta que alguien en el ejército reveló su plan y el oficial de control de natalidad obligó a su esposa a abortar. Para entonces, tenía siete meses de embarazo y murió durante la operación junto con su hijo nonato (más tarde se descubrió que era un niño).

## Cronología

### 19 de septiembre
La noche anterior, Tian persuadió a uno de los guardias de la unidad de almacenamiento de la base para que le permitiera tomar prestadas sus llaves. Luego abrió la unidad y sacó un rifle de asalto tipo 81, una imitación china del AK-47, y cientos de rondas de munición.

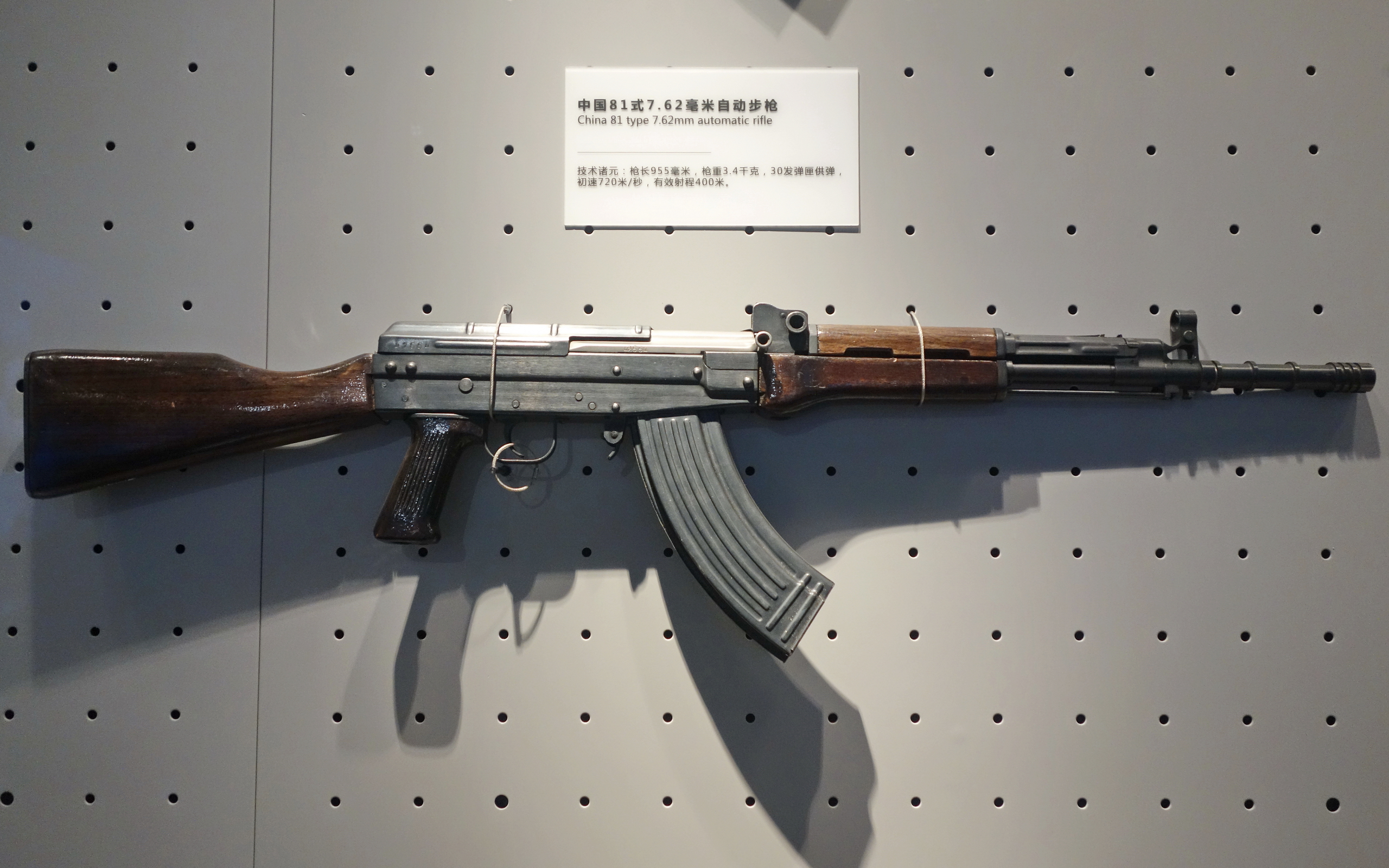
Rifle de asalto tipo 81.

### 20 de septiembre

#### Base del Ejército
El 20 de septiembre, Tian se armó con el rifle de asalto tipo 81 y mató al comisario político del Régimen en el campo de entrenamiento. Además, mató a otros tres militares que intentaban detenerlo e hirió a por lo menos diez más antes de huir de la base militar.
Mientras se ordenaba a sus compañeros soldados que se pusieran ropa de civil para pasar desapercibidos entre la población mientras buscaban al desertor, Tian incautó un jeep y se dirigió hacia el centro de Pekín. Otros informes detallan en cambio que abordó un autobús.

#### Jianguomen

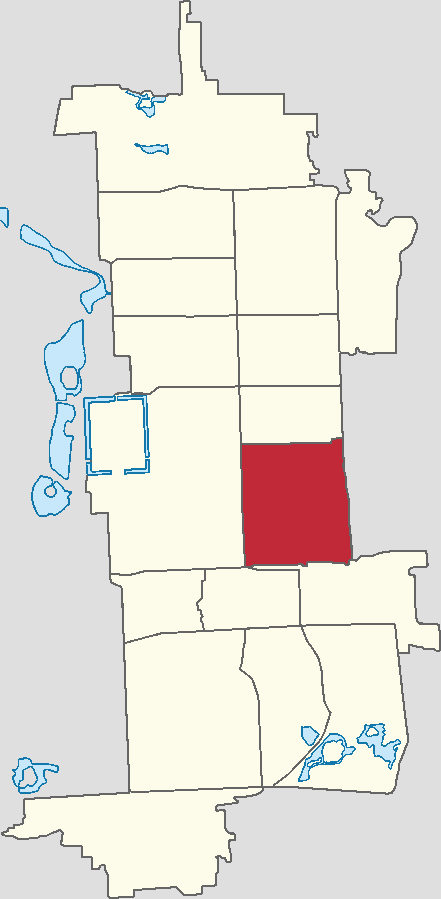
Subdistrito de Jianguomen, distrito de Dongcheng, Pekín.

Cerca de las 7:20 a. m., al acercarse a un semáforo en rojo cerca al puente de Jianguomen, un vehículo que lo perseguía alcanzó al jeep de Tian logrando estrellarlo contra un árbol. Sin embargo, Tian lo asesinó, salió del vehículo y empezó a disparar a la gente al azar, incluyendo autobuses, automóviles y edificios, mientras se dirigía al Complejo de la Residencia Diplomática donde empezó un intenso tiroteo. Dentro del distrito de la embajada mató a 17 civiles, incluido al diplomático iraní Yousef Mohammadi Pishknari y a su hijo de 9 años, mientras que otros de sus hijos resultaron heridos. El diplomático estaba llevando a sus hijos en automóvil cuando sucedió el tiroteo.
La proximidad de los apartamentos diplomáticos también significó que muchos diplomáticos extranjeros y sus familias estaban en la línea de fuego cuando comenzó el tiroteo.
Una cadena de televisión local comenzó a transmitir los eventos en directo antes de que las autoridades gubernamentales cesaran su transmisión.

#### Muerte del tirador
En ese momento, varios oficiales de policía se dirigieron rápidamente al lugar y trataron con esfuerzo de detener al atacante, pero no tuvieron éxito ya que Tian era un experto y hábil tirador. Después de un enfrentamiento armado en Yabao Road, la policía rodeó a Tian y se inició un intercambio de disparos, lo que provocó la muerte de un número no especificado de oficiales y algunos civiles también resultaron heridos. Además, debido a la situación de pánico, un autobús quedó atrapado en la línea de fuego y también resultó en más víctimas. Finalmente, Tian fue acorralado en un callejón sin salida y murió por los disparos de un francotirador colocado en lo alto de un edificio cercano.

## Consecuencias
El número exacto de víctimas sigue siendo desconocido, aunque poco después se informó de 14 personas muertas y otras 72 heridas, muchas de ellas tan graves que los médicos esperaban que el número de muertos aumentara a 40 o 50. El periódico Lien Ho Pao informó el 7 de diciembre del mismo año que 15 personas murieron, incluidos seis militares, y otras 60 resultaron heridas.
Poco después del tiroteo, el Comando de la Guarnición de Pekín (BGC) recibió órdenes de la Comisión Militar Central para llevar a cabo una revisión completa del incidente. La investigación fue organizada por el Cuartel General del Estado Mayor del Ejército Popular de Liberación y el Departamento Político General y encabezada por el General Zhang Zhen, entonces vicepresidente de la Comisión Militar Central.
Debido a la investigación, el comandante de la Región Militar de Pekín, el teniente general Li Laizhu, y su comisario político, el teniente general Gu Shanqing, recibieron serias advertencias, como sanciones disciplinarias y graves deméritos dentro del partido. También resultó en la destitución del comandante de BGC, el general de división Liu Fengjun, y el comisario político de BGC, el general de división Yang Huichuan, quienes luego fueron reemplazados por He Daoquan y Zhang Baokang. La Tercera División de Guardias, así como el comandante del 12º Regimiento y todos los comandantes e instructores de batallón bajo su mando, fueron despedidos, mientras que varios oficiales militares del Departamento Político de la Región Militar de Pekín y el Cuartel General y el Departamento Político de la Guarnición de Pekín fueron castigados. En total, unos 60 oficiales militares fueron castigados, degradados o despedidos como resultado del tiroteo.
Además, la Tercera División de Guardias de la Guarnición de Pekín fue transferida de la capital a un puesto fronterizo remoto, y la sede de la Comisión Militar Central emitió una orden general a todo el ejército para llevar a cabo estrictamente el sistema de gestión de armamento y fortalecer el trabajo ideológico.
Otros fueron premiados por su manejo del tiroteo, entre ellos un funcionario que dirigió la intercepción de Tian y el francotirador que mató al pistolero.